# Nationaal park Snæfellsjökull
Nationaal park Snæfellsjökull (IJslands: Þjóðgarðurinn Snæfellsjökull) is de 1446 meter hoge IJslandse stratovulkaan Snæfell die bedekt is met een gletsjer (jökull in het IJslands, vandaar zijn naam). Het park werd opgericht in 2001 en ligt op de westelijkste punt van het schiereiland Snæfellsnes (nes is IJslands voor schiereiland). De vulkaan ligt op ongeveer 120 kilometer van IJslands hoofdstad Reykjavik, en is vanaf daar op een heldere dag zichtbaar.
Volgens de oude saga's, heeft de trolachtige figuur Barður in de negende eeuw de vulkaan voor het eerst beklommen, en er wordt beweerd dat zijn geest nog steeds in de vulkaan rondwaart. Een groot beeld van Barður staat bij het nabijgelegen Arnarstapi, een plek aan zee met basaltformaties.
De vulkaan wordt in Jules Vernes boek "Reis naar het middelpunt der aarde" genoemd als het startpunt voor de ontdekkingsreis van de Duitse professor Lidenbrock en zijn schichtige neef Axel. Ze besloten tot deze reis naar aanleiding van een in een IJslands manuscript gevonden runengeschrift. Dit geschrift zou geschreven zijn door (de fictieve) Arne Saknussemm; overduidelijk een verwijzing naar de zeventiende-eeuwse IJslander Árni Magnússon, die een groot verzamelaar van de oude saga's was.
Het is niet verwonderlijk dat juist deze vulkaan zo'n appel deed op de verbeeldingskracht van Jules Verne, want bij een eerdere uitbarsting is het "dak" van de vulkaan in de krater terechtgekomen, waardoor het de illusie geeft van toegankelijkheid naar wat onder de aardkorst zou kunnen liggen. Jules Verne is zelf nooit op IJsland geweest, en is volledig afgegaan op informatie die hij uit kaarten, van beschrijvingen en gesprekken kreeg. Waarschijnlijk heeft hij zich laten leiden door de theorie van de geoloog Deville, volgens welke de Europese vulkanen in ondergrondse verbinding met elkaar stonden.
De laatste uitbarsting was in 1219, maar tegenwoordig ligt de met een 250 meter dikke ijskap bedekte vulkaan er vredig bij.